# Krouch Chhmar
Krouch Chhmar (tiếng Khmer: ស្រុកក្រូចឆ្មារ) là một huyện (srok) thuộc tỉnh Tbong Khmum, Campuchia. Huyện lỵ là thị trấn Krouch Chhmar cách tỉnh lỵ Kampong Cham 35 km về phía đông bắc bằng đường thủy. Sông Mekong tạo thành ranh giới phía bắc và tây của huyện, ngoài ra huyện cũng bao gồm cù lao Koh Pir. Cư dân trong huyện thường sinh sống tập trung tại bờ sông, và thuyền là phương tiện di chuyển chính. Huyện là nơi sinh của bà Bun Rany, phu nhân của thủ tướng Hun Sen.

## Vị trí
Huyên Krouch Chhmar nằm ở phái bắc của tỉnh Kampong Cham. Sông Mekong chảy dọc theo ranh giới phía bắc huyện. Theo chiều kim đồng hồ từ phía bắc, Krouch Chhmar có ranh giới với huyện Stueng Trang của Kampong Cham và huyện Chhloung và huyện Kratie của tỉnh Kratie ở phía đông bắc. Huyện Dambae nằm ở ranh giới phía đông. Phía nam là huyện Tboung Khmom và huyện Kampong Siem ở phía tây.

## Hành chính
| Khum (Xã)     | Phum (Làng) |
| ------------- | --- |
| Chhuk         | Chhuk, Phka Doung, Krabei Kreak, Chravak Daek, Baray, Ruom Vinh, Srah, Bos Svay                                                                  |
| Chumnik       | Preaek Ta Hok, Chumnik, Svay Damnak |
| Kampong Treas | Phum Muoy, Phum Pir, Phum Bei, Phum Buon, Phum Pram, Phum Prammuoy                                                                               |
| Kaoh Pir      | Beipey, Kaoh Traeng, Kaoh Meun Nong, Chuor Kandal                                                                                                |
| Krouch Chhmar | Samraong, Daeum Chrey, Krouch Chhmar Leu, Krouch Chhmar Kraom, Khsach Prachheh Leu, Khsach Prachheh Kandal, Khsach Prachheh Kraom                |
| Peus Muoy     | Saoy Muoy, Saoy Pir, Preaek Krouch, Ampil, Kaoh Phal                                                                                             |
| Peus Pir      | Ampil, Poes, Dei Doh, Tuol Sambatt |
| Preaek a Chi  | Phum Ti Muoy, Phum Ti Pir, Phum Ti Bei, Phum Ti Buon, Phum Ti Pram, Phum Ti Prammuoy                                                             |
| Roka Khnaor   | Phum Ti Muoy, Phum Ti Pir, Phum Ti Bei, Phum Ti Buon, Phum Ti Pram, Phum Ti Prammuoy, Phum Ti Prampir                                            |
| Svay Khleang  | Phum Ti Muoy, Phum Ti Pir, Phum Ti Bei, Phum Ti Buon, Phum Ti Pram, Phum Ti Prammuoy                                                             |
| Trea          | Kdol Leu, Kdol Kandal, Ti Muoy, Ti Pir, Ti Bei, Ti Buon, Ti Pram, Kdol Kraom                                                                     |
| Tuol Snuol    | Tuol Ok, Mukh Phnum, Tuol Roka, Ta Kao, Tuol Snuol, Tuol Trach, Sangkom Mean Chey, Cheung Chrang, Ta Pav, Thnal Bei Maetr, Chamraeun, Phop Thmei |

## Nhân khẩu
Huyện được chia thành 12 xã (khum) và 76 làng (phum). Theo thống kê năm 1998 dân số của huyện là 99.695 người trong 18.982 hộ gia đình.